# 麥克·馬隆納

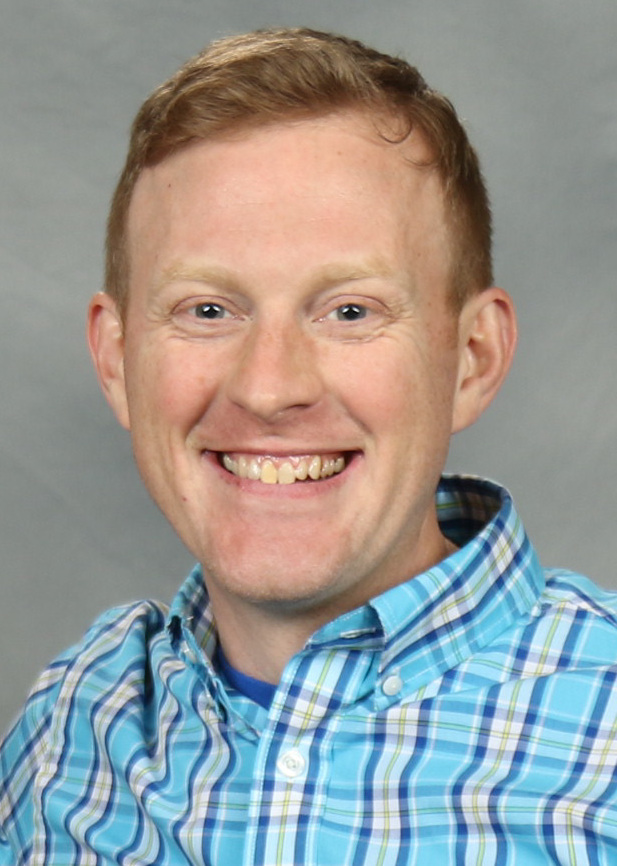

麥克·馬隆納（英語：Mike Maronna，1977年9月27日—）是美國的一位演員。他最著名的作品是電視節目皮特和帕特的冒險中飾演Big Pete角色。他出生在紐約布魯克林。